# 砂井総管府

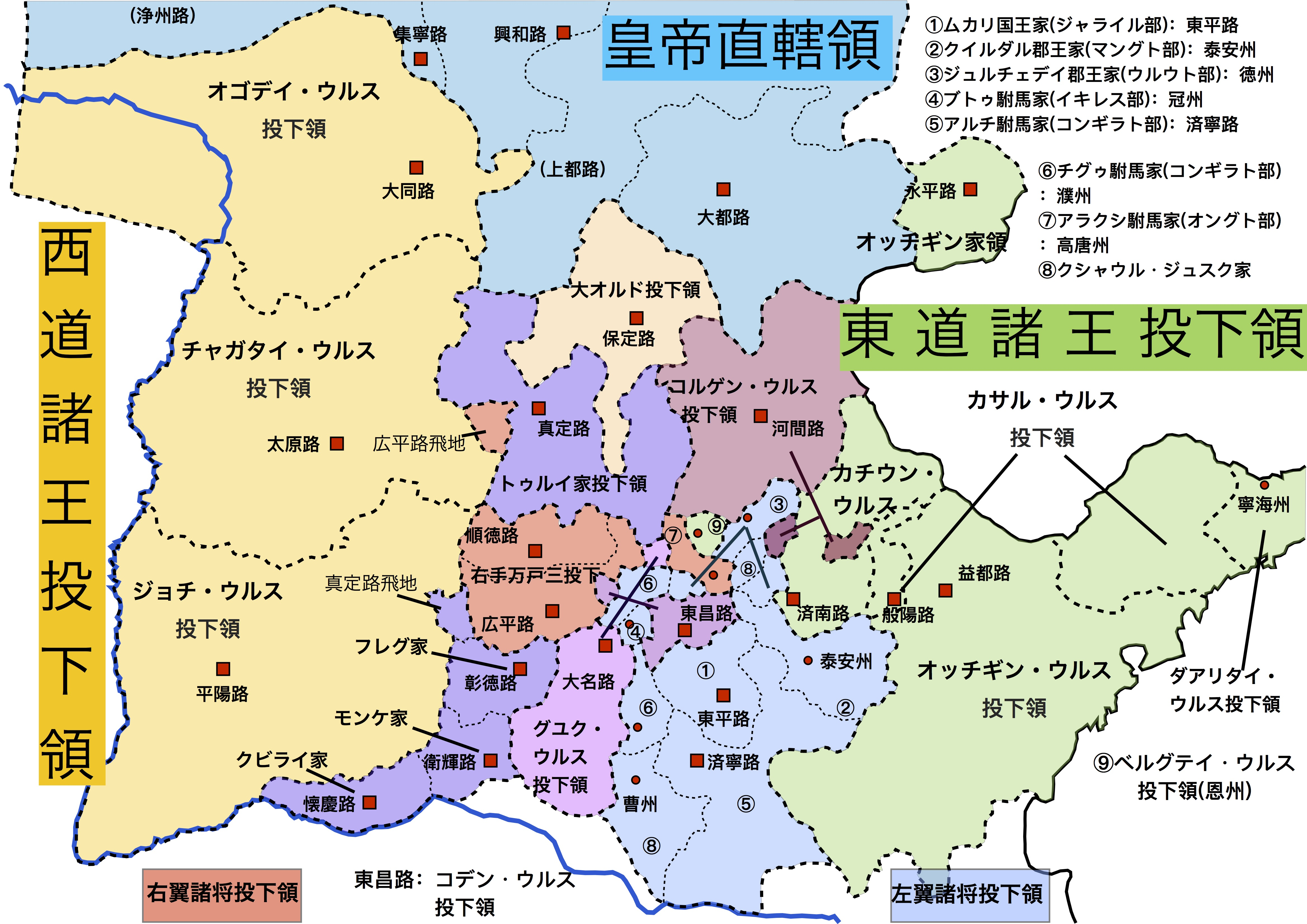
モンゴル時代の華北投下領。砂井総管府は上部左方の浄州路に隣接していた。

砂井総管府（させいそうかんふ）は、中国にかつて存在した府。モンゴル帝国および大元ウルスの時代に現在の内モンゴル自治区ウランチャブ市一帯に設置された。
浄州路・徳寧路とともにオングト部族の領域下にあった。

## 歴史
『元史』巻58志10地理志1は砂井総管府について具体的な記録を残しておらず、砂井総管府の設置年代・位置などについては不明な点が多い。清末民初の学者王国維は『黒韃事略』の「砂井、天山県八十里」という記述、『金史』巻24地理志上の「浄州の天山県は、北八十里に境界がある」という記述に注目し、元々は金朝と北方遊牧民の境界線上であった地域に設置されたのが砂井ではないかと推測している。
『元史』本紀の断片的な記述によると、1260年にクビライとアリクブケとの間で帝位継承戦争が勃発した際、沙井（砂井）にクビライ側の軍備が整えられたことが記録されている。また、この時軍糧の運搬を担当した張庭珍は西京（大同）から沙井に向かっており、沙井は大同の北方、オングト部族の根拠地たる陰山山脈一帯に位置していたと考えられる。
1274年（至元11年）には沙井・浄州などの地から「白達達（オングト部人）」の徴兵が行われた。また、1316年（延祐3年）には集寧路・浄州路・砂井総管府の官吏が増員されている。
1331年（至順2年）には「趙王（オングト部族長の帯びる王号）の食邑たる沙井・浄州路・徳寧路で飢饉が起こった」との記録があり、沙井は徳寧路・浄州路と同様にオングト部族の遊牧地であったと考えられている。

## 管轄県
砂井総管府には砂井県のみが設置されていた。